# Bonifacio VIII proclama el jubileo de 1300
Bonifacio VIII proclama el jubileo de 1300 es el fragmento de un fresco atribuido a Giotto, que data de alrededor del año 1300 y que se conserva en la Archibasílica de San Juan de Letrán en Roma.

## Historia
A partir de una copia de Jacopo Grimaldi, de un manuscrito en la Biblioteca Ambrosiana (Instrumenta Translationum, MS. 1622, f. inf 227) uno puede reconstruir el aspecto original del fresco, mucho más grande que el fragmento conocido. Éste muestra al Papa Bonifacio VIII durante la celebración del Jubileo del año 1300, bendiciendo a la multitud desde la logia de la Basílica Laterana; flanqueado por un clérigo y un cardenal (quizás Francesco Caetani) y, fuera del dosel papal, otros numerosos prelados dispuestos en dos grupos simétricos, a la derecha e izquierda. Giacomo Pavinio también, en 1570, recuerda que la escena era parte de un ciclo de pinturas desde el Bautismo de Constantino y la Edificación de la Basílica Lateranense, y que decoraban originalmente la logia llamada thalamo o pulpitum Bonifacii, erigido por Bonifacio en frente del palacio que anexado a Letrán. La comisión encargada de agregar las pinturas se disolvió a su muerte, y todos los estudiosos (con la excepción de Meiss, 1960) afirman aquello.
La inspiración para la composición proviene probablemente de la Premiación de la carrera de carros, del Obelisco de Teodosio en Constantinopla, conocido por Giotto de una copia que existía por entonces en Roma.
Giorgio Vasari, en 1550, habló de un retrato del papa Bonifacio en Letrán realizado por Giottino. Cuando se demolió la logia, en 1586, la parte central del fresco fue separada y transportada al claustro, y dos siglos más tarde fue recién trasladada dentro de la basílica, donde, en nombre de la Familia Caetani, fue colocado en una capilla, apoyado en un pilar.
Escritores posteriores, entre los siglos  XVI y XVII, mencionan el fresco refiriéndose a Cimabue (Pavinio en 1570 y Sanctorius en 1595) o Giotto (Chacón en 1630 y 1677), o ambas hipótesis (Rasponi en 1657). Más tarde se reafirmó la relación directa con Giotto. En 1952, el fragmento fue restaurado y aligerado de los numerosos repintes. El precario estado de conservación, sin embargo, impidió una evaluación completa del fragmento, balanceándose entre atribuírsele al maestro o a uno de sus ayudantes.
| |
| Premiación de la carrera de carros, posible inspiración de la pintura. Obelisco de Teodosio, Estambul. |

| |
| Copia del fresco perdido en un documento de la Biblioteca Ambrosiana. Jacopo Grimaldi, Instrumenta Translationum, 1622. |